# The Transformers (сезон 2)
Список серий второго сезона мультсериала The Transformers — перечень и краткий обзор содержания эпизодов второго сезона американского мультсериала The Transformers (известного также под неофициальным названием «Трансформеры: Первое поколение», или «Трансформеры G1»), повествующего о жизни и подвигах гигантских живых роботов-трансформеров.

## Предыстория
Обосновавшись на Земле и приняв в целях маскировки облик земной техники, благородные автоботы и жестокие десептиконы продолжают свою бесконечную войну. Десептиконы во главе с Мегатроном стремятся завладеть всеми энергоресурсами Земли и поработить её жителей, а автоботы под руководством своего доблестного командира Оптимуса Прайма всеми силами стараются им помешать.

## Список серий
| № общий | № в сезоне | Название                                                                           | Автор сценария                    | Дата премьеры    | Произв. код |
| --- | ---------- | ---------------------------------------------------------------------------------- | --------------------------------- | ---------------- | ----------- |
| 17 | 1          | «Автобот Спайк» «Autobot Spike»                                                    | Дональд Ф.Глат                    | 23 сентября 1985 | 700-16      |
| Спайк Уитвики тяжело ранен во время перестрелки c десептиконами. Пока врачи в больнице готовят его к операции, Гонщик на время помещает сознание мальчика в оболочку «Автобота Х» — робота, собранного Факелом из запчастей. Сам Спайк, однако, отнюдь не в восторге от своего превращения. Мегатрон решает воспользоваться ситуацией и направить силу и злость «Автобота Спайка» против других автоботов…                                                                                            |            |                                                                                    |                                   |                  |             |
| 18 | 2          | «Привода подменили» «Changing Gears»                                               | Ларри Парр                        | 1 октября 1985   | 700-17      |
| Мегатрон построил аппарат, позволяющий добывать энергию непосредственно из солнечного ядра — «солнечный шприц», основным компонентом которого является уникальная микросхема, изъятая у автобота Привода. Без этой микросхемы ворчливый и вечно всем недовольный Привод становится приветливым и дружелюбным, но Солнечная система оказывается на грани гибели… |            |                                                                                    |                                   |                  |             |
| 19 | 3          | «Город из стали» «City of Steel»                                                   | Дуглас Бут                        | 17 октября 1985  | 700-18      |
| Десептиконы перестраивают центр Нью-Йорка на свой лад, превратив его в мощную стальную крепость — Новый Кибертрон. Оптимус Прайм схвачен Конструктиконами и по приказу Мегатрона разобран на части. Перед автоботами встаёт нелёгкая задача — восстановить своего командира и спасти город… |            |                                                                                    |                                   |                  |             |
| 20 | 4          | «Нападение автоботов» «Attack of the Autobots»                                     | Дэвид Уайз                        | 4 октября 1985   | 700-19      |
| Мегатрон устанавливает в зарядное устройство автоботов «дестабилизатор личности». Его влияние делает всех автоботов, включая самого Оптимуса Прайма, злобными и агрессивными, и только благодаря сконструированному Факелом Уитвики «перевоспитателю» — прибору, нейтрализующему действие «дестабилизатора», — они вновь становятся сами собой. |            |                                                                                    |                                   |                  |             |
| 21 | 5          | «Предатель» «Traitor»                                                              | Джордж Хэмптон, Майк Мур          | 27 сентября 1985 | 700-20      |
| После того, как десептиконы стащили из научно-исследовательской лаборатории электроблоки — необычайно мощные конденсаторы электроэнергии, на Миража падает подозрение в сообщничестве. Скалолаз считает своим святым долгом выследить и уличить изменника… |            |                                                                                    |                                   |                  |             |
| 22 | 6          | «Блокиратор» «The Immobilizer»                                                     | Эрл Кресс                         | 24 сентября 1985 | 700-21      |
| Придуманный Гонщиком блокиратор — прибор, излучение которого замораживает всё, на что оно направлено, — во время испытаний попадает в руки десептиконов. Броневик винит в этом себя и делает всё возможное, чтобы вернуть блокиратор «законным владельцам». Ему помогает новая знакомая — храбрая земная девочка Карли… |            |                                                                                    |                                   |                  |             |
| 23 | 7          | «Гран-при «Автобот»» «The Autobot Run»                                             | Дональд Ф.Глат                    | 31 октября 1985  | 700-22      |
| Организованные автоботами благотворительные гонки заканчиваются весьма неожиданно: с помощью нового изобретения Конструктиконов — «трансфиксатрона» — Мегатрон лишает участников гонок возможности трансформироваться. Вынужденные оставаться автомобилями, они безоружны и оказываются в полной власти лидера десептиконов. Их дальнейшая судьба целиком зависит от того, успеют ли оставшиеся на свободе товарищи создать устройство, способное преодолеть воздействие «трансфиксатрона»…           |            |                                                                                    |                                   |                  |             |
| 24 | 8          | «Воскресшая Атлантида» «Atlantis, Arise!»                                          | Дуглас Бут                        | 3 октября 1986   | 700-23      |
| Мегатрон заключает соглашение с гуманоидом Нергиллом — королём подводного города Субатлантики. Десептиконы и атланты организуют совместную атаку на Вашингтон. Но союзники не доверяют друг другу, каждый хочет перехитрить другого и использовать его в своих целях, мечтая править миром единолично… |            |                                                                                    |                                   |                  |             |
| 25 | 9          | «День механизмов» «Day of the Machines»                                            | Дэвид Уайз                        | 10 октября 1985  | 700-24      |
| Самый мощный компьютер на Земле — «Торк III» — «обработанный» Мегатроном, перестаёт подчиняться людям и начинает жить самостоятельной жизнью; целая армия подвластных ему танков, самоходных орудий и роботов защищает его, и Оптимусу Прайму лишь с помощью Диноботов удаётся подавить их сопротивление и вернуть взбунтовавшийся супер-компьютер в нормальное состояние. |            |                                                                                    |                                   |                  |             |
| 26 | 10         | «Появление Голубки» «Enter the Nightbird»                                          | Сильвия Уилсон, Ричард Мильтон    | 30 сентября 1985 | 700-25      |
| Робот-ниндзя по имени Голубка, изобретённый людьми и перепрограммированный десептиконами, похищает с базы автоботов микрочип, содержащий сведения обо всех энергоресурсах Земли. Ловкость, сила и боевое искусство Голубки производят такое впечатление на Мегатрона, что тот даже подумывает сделать её своим заместителем вместо Скандалиста. Угроза потерять свой статус толкает Скандалиста на рискованный шаг…                                                                                   |            |                                                                                    |                                   |                  |             |
| 27 | 11         | «Проблемы с Праймом» «A Prime Problem»                                             | Дик Роббинс, Брюс Малек           | 2 октября 1985   | 700-26      |
| В штабе автоботов неожиданно объявляются сразу два Оптимуса Прайма. С виду оба совершенно одинаковые, но один из них — дистанционно управляемый двойник, созданный Мегатроном. Если автоботы не смогут разоблачить обманщика, они обречены: ложный Прайм приведёт их в смертельную ловушку, устроенную десептиконами. Но как узнать, который из Праймов — настоящий, если даже «Телетрон» не способен различить их?..                                                                                 |            |                                                                                    |                                   |                  |             |
| 28 | 12         | «Ядро» «The Core»                                                                  | Деннис Маркс                      | 29 октября 1985  | 700-27      |
| Новый секретный проект Мегатрона — сверхглубокая скважина для извлечения энергии из центра Земли — смертельно опасен для всей планеты. Только Разрушителю по силам предотвратить катастрофу. Но борьба автоботов и десептиконов за контроль над его сознанием кончается тем, что он становится вообще неуправляемым и начинает буйствовать. Нужно как можно скорее вернуть Разрушителю разум, но для этого враждующие стороны должны хотя бы на время объединиться…                                   |            |                                                                                    |                                   |                  |             |
| 29 | 13         | «Инсектиконовый синдром» «The Insecticon Syndrome»                                 | Дуглас Бут                        | 9 октября 1985   | 700-28      |
| Инсектиконы, объевшиеся энергией на атомной электростанции, вырастают до невероятных размеров и подчиняют себе всех десептиконов, за исключением Мегатрона. Но поглощённая ими энергия нестабильна, и в любой момент может произойти страшный взрыв. Чрезвычайная ситуация вновь вынуждает Мегатрона и Прайма к сотрудничеству… |            |                                                                                    |                                   |                  |             |
| 30 | 14         | «Остров Диноботов (Часть 1)» «Dinobot Island (Part 1)»                             | Дональд Ф.Глат                    | 25 сентября 1985 | 700-29      |
| Диноботы снова устраивают разгром на базе автоботов, и Оптимус Прайм решает отослать их, от греха подальше, на таинственный остров, обнаруженный Ветрорезом и Шершнем в океане. На этом острове обитают настоящие динозавры и имеется множество источников природной энергии — вулканы, гейзеры и нефтяные озёра. Узнав об этом, десептиконы во главе с Мегатроном высаживаются на Острове Диноботов, чтобы завладеть им…                                                                             |            |                                                                                    |                                   |                  |             |
| 31 | 15         | «Остров Диноботов (Часть 2)» «Dinobot Island (Part 2)»                             | Дональд Ф.Глат                    | 26 сентября 1985 | 700-30      |
| Вторжение десептиконов на Остров Диноботов даёт неожиданный эффект: в разных местах планеты возникают «временны́е искажения», через которые в наш мир прорываются варвары верхом на мамонтах, пираты и бандиты Дикого Запада. К тому же усиленное извлечение энергии из недр острова вызывает резкое повышение вулканической активности… Но храбрые автоботы и могучие Диноботы, конечно же, спасают удивительный остров и его обитателей.                                                             |            |                                                                                    |                                   |                  |             |
| 32 | 16         | «Горе-строители» «The Master Builders»                                             | Дэвид Н.Готтлиб, Герб Энгельхардт | 8 октября 1985   | 700-31      |
| Гранит и его друг Тягач просят Оптимуса Прайма разрешить им построить «Солнечную Башню» — гигантское сооружение, преобразующее солнечный свет в электроэнергию, но получают отказ. Однако желание Гранита увидеть своё изобретение воплощённым в жизнь так велико, что они с Тягачом, несмотря на запрет Прайма, начинают строительство на свой страх и риск и с радостью принимают помощь, предложенную Конструктиконами. Им и в голову не приходит, что те действуют с ведома и согласия Мегатрона… |            |                                                                                    |                                   |                  |             |
| 33 | 17         | «Электронное безумие» «Auto Berserk»                                               | Энтони Залевски                   | 16 октября 1985  | 700-32      |
| У нервного автобота Паникёра после ранения развивается мания преследования. Вообразив, что товарищи замышляют против него недоброе, он удирает от них и прячется в городе. Здесь он находит неожиданного союзника — Скандалиста, у которого, однако, свои планы в отношении беглого автобота… |            |                                                                                    |                                   |                  |             |
| 34 | 18         | «Микроботы» «Microbots»                                                            | Дэвид Уайз                        | 7 октября 1985   | 700-33      |
| Мегатрон находит в разбитом корабле десептиконов «Сердце Кибертрона» — мощнейший источник энергии, который наделяет его неимоверной силой. Трое автоботов — Микроскоп, Силач и Шершень — уменьшаются до крошечных размеров, чтобы залезть в тело Мегатрона и выкрасть «Сердце Кибертрона» из его груди. Тем самым они спасают жизнь не только своим товарищам, но, как выясняется, и самому Мегатрону.                                                                                                |            |                                                                                    |                                   |                  |             |
| 35 | 19         | «Главное злодейство Мегатрона (Часть 1)» «Megatron's Master Plan (Part 1)»         | Дональд Ф.Глат                    | 14 октября 1985  | 700-34      |
| Не одолев автоботов в открытом бою, Мегатрон замышляет устранить их руками их же союзников — людей. При поддержке амбициозного политика Шона Бергера он начинает осуществлять свой злодейский план. На основе сфабрикованных Мегатроном улик суд признаёт автоботов виновными в расхищении энергоресурсов Земли и приговаривает их к изгнанию. Но Мегатрону этого мало — он перепрограммирует бортовой компьютер корабля, на котором автоботы улетают с планеты, и тот берёт курс на Солнце…          |            |                                                                                    |                                   |                  |             |
| 36 | 20         | «Главное злодейство Мегатрона (Часть 2)» «Megatron's Master Plan (Part 2)»         | Дональд Ф.Глат                    | 15 октября 1985  | 700-35      |
| Не сомневаясь, что с автоботами уже покончено, Мегатрон сбрасывает маску «друга людей» и объявляет о своих истинных намерениях — покорить всю Землю и завладеть её ресурсами. Все жители города, в том числе и сам Шон Бергер, превращены в рабов. Чипу Чейзу удаётся добраться до базы автоботов, но его попытка связаться с ними оканчивается неудачей — он снова схвачен, а «Телетрон» разбит. Однако Мегатрон слишком рано торжествует победу…                                                    |            |                                                                                    |                                   |                  |             |
| 37 | 21         | «Дезертирство Диноботов (Часть 1)» «Desertion of the Dinobots (Part 1)»            | Эрл Кресс                         | 21 октября 1985  | 700-36      |
| Во время ожесточённого сражения между автоботами и десептиконами с представителями обеих сторон начинает твориться что-то странное — они стремительно теряют силы. Причина — истощение в их организмах запаса жизненно важного элемента кибертрониума. Только Диноботы, созданные на Земле, не подвержены этой напасти. Но у них, как назло, очередной припадок упрямства. Отправленные на Кибертрон за необходимым элементом, они принимают решение остаться там навсегда…                           |            |                                                                                    |                                   |                  |             |
| 38 | 22         | «Дезертирство Диноботов (Часть 2)» «Desertion of the Dinobots (Part 2)»            | Эрл Кресс                         | 22 октября 1985  | 700-37      |
| Желание Диноботов остаться на Кибертроне неожиданно сбывается: десептиконы берут их в плен и заставляют добывать для них кибертрониум. Между тем автоботам без кибертрониума грозит скорая смерть. Чтобы их спасти, Спайк и Карли летят на Кибертрон. С помощью единственного оставшегося на свободе Динобота — Свупа — они, преодолев все опасности, разыскивают и благополучно переправляют на Землю не только нужный металл, но и незадачливых беглецов.                                           |            |                                                                                    |                                   |                  |             |
| 39 | 23         | «Блюз Бластера» «Blaster Blues»                                                    | Ларри Стросс                      | 23 октября 1985  | 700-38      |
| По приказу Мегатрона на Луне сооружена мощная станция радиопомех, в результате чего по всей Земле перестают работать радиолокаторы, устройства спутниковой и сотовой связи, и т.п. Мегатрон обращается к землянам с требованием отдать ему все энергоресурсы планеты в уплату за восстановление радиосвязи. Автоботы на Земле делают всё возможное, стараясь помочь людям, а Бластеру и Космосу поручено самое сложное дело — уничтожить лунную станцию.                                              |            |                                                                                    |                                   |                  |             |
| 40 | 24         | «Десептиконы при дворе короля Артура» «A Decepticon Raider in King Arthur's Court» | Дуглас Бут                        | 24 октября 1985  | 700-39      |
| Несколько трансформеров случайно попадают во временно́й портал, ведущий в средневековую Британию — в эпоху замков, рыцарей и турниров. Мгновенно оценив ситуацию, честолюбивый Скандалист, уповая на своё техническое превосходство, собирается захватить власть над страной в свои руки… но встречает достойный отпор со стороны Спайка Уитвики и его друзей-автоботов Тягача и Томагавка. |            |                                                                                    |                                   |                  |             |
| 41 | 25         | «Золотая лагуна» «The Golden Lagoon»                                               | Деннис Маркс                      | 4 ноября 1985    | 700-40      |
| Автобот Шезлонг и десептикон Колун почти одновременно обнаруживают затерянную среди скал цветущую долину, в центре которой — целое озеро жидкого электрума. Шезлонг хочет сохранить своё открытие в тайне от всех, чтобы не нарушать мирную жизнь обитателей долины, но десептиконы не столь щепетильны. Став неуязвимыми после купания в Золотой Лагуне, они терроризируют автоботов, пока те, в свою очередь, не находят дорогу к чудесному озеру…                                                  |            |                                                                                    |                                   |                  |             |
| 42 | 26         | «Игры богов» «The God Gambit»                                                      | Базз Диксон                       | 28 октября 1985  | 700-41      |
| Автобот Космос и трое десептиконов (Астропоезд, Скандалист и Колун) совершают вынужденную посадку на Титане — спутнике Сатурна. Планета изобилует энергией, а её жители незнакомы с высокими технологиями. Пользуясь этим, Астропоезд провозглашает себя богом и принуждает местных аборигенов собирать для него энергетические кристаллы. Сильно повреждённый Космос не в состоянии помешать ему. Однако отважная туземная воительница Талария вызывает на помощь автоботов…                         |            |                                                                                    |                                   |                  |             |
| 43 | 27         | «Настоящая дружба» «Make Tracks»                                                   | Дэвид Уайз                        | 30 октября 1985  | 700-42      |
| В Нью-Йорке резко участились случаи автомобильных краж. Чтобы выяснить, в чём дело, автобот Крах и его новый друг, уличный подросток Рауль, направляются в Нью-Джерси, куда ведут следы всех угнанных машин. Прибыв на место, они убеждаются, что за всеми таинственными похищениями стоит Мегатрон — земные механизмы нужны ему для создания армии роботов… |            |                                                                                    |                                   |                  |             |
| 44 | 28         | «Детские забавы» «Child's Play»                                                    | Бет Борнстейн                     | 7 ноября 1985    | 700-43      |
| Из-за сбоя в работе космического моста трансформеры оказываются на планете, населённой великанами, по сравнению с которыми их собственные размеры кажутся просто ничтожными. Гигантский мальчик Эрон в восторге от своих новых живых игрушек, но его взрослые соплеменники придерживаются иного мнения на этот счёт. Оптимусу Прайму и его товарищам нужно как можно скорее вернуться в свой собственный мир, где они — большие и сильные, иначе им не поздоровится!                                  |            |                                                                                    |                                   |                  |             |
| 45 | 29         | «Борьба за выживание» «Quest for Survival»                                         | Рид Роббинс, Питер Сэйлес         | 5 ноября 1985    | 700-44      |
| Инсектиконы уничтожают урожаи зерновых на всех континентах, обрекая людей на голод. Для борьбы с ними Спайк, Шершень и Космос привозят с далёкой планеты Флоран-3 специальный инсектицид. Вместе с препаратом они нечаянно доставляют на Землю семена механических растений-хищников — Морфоботов, питающихся роботами… |            |                                                                                    |                                   |                  |             |
| 46 | 30         | «Тайна Омегатора» «The Secret of Omega Supreme»                                    | Дэвид Уайз                        | 6 ноябр 1985     | 700-45      |
| В давно прошедшие времена автобот Омегатор дружил с Конструктиконами, но те обманули и предали его, разрушив Кристальный город, который он должен был охранять. С тех пор Омегатор возненавидел их и преследовал по всей Галактике, чтобы отомстить. Наконец, ему представляется удобный случай покончить с врагами раз и навсегда. Но, сделав это, он обречёт на гибель ещё один город — Сан-Франциско …                                                                                             |            |                                                                                    |                                   |                  |             |
| 47 | 31         | «Игрок» «The Gambler»                                                              | Майкл Чарлз Хилл                  | 11 ноября 1985   | 700-46      |
| По пути с планеты Великанов на Землю автоботов захватывает в плен некий Бош, азартный, но невезучий игрок. Он собирается продать их в рабство, чтобы достать энергон для своего корабля. Ради спасения товарищей автобот Дымовик вступает с Бошем в сделку, обещая помочь тому выиграть нужное количество энергона. Но удача переменчива… В итоге автоботы переходят в собственность Лорда Гайкони — владельца игорного заведения. Сможет ли Дымовик вернуть им свободу?..                            |            |                                                                                    |                                   |                  |             |
| 48 | 32         | «Кримзик!» «Kremzeek!»                                                             | Дэвид Уайз                        | 27 декабря 1985  | 700-47      |
| Крошечное, похожее на искру существо, питающееся электроэнергией — Кримзи́к — безобразничает на базе автоботов, выводит из строя все электронные приборы, затем во мгновение ока перемещается в Японию, где продолжает творить пакости. Оптимус Прайм, Бластер и Шершень пытаются изловить и утихомирить электрохулигана… |            |                                                                                    |                                   |                  |             |
| 49 | 33         | «Море меняется» «Sea Change»                                                       | Дуглас Бут                        | 20 ноября 1985   | 700-48      |
| Получив сигнал о помощи, автоботы прибывают на далёкую планету Тлалокан, жители которой подняли восстание против владычества злобного компьютера Десептитрона и его свирепых слуг-дроидов. Прекрасная и храбрая тлалоканка Алана покоряет электронное сердце Спасателя, но может ли он рассчитывать на взаимность? Ведь он — робот, а она — человек… |            |                                                                                    |                                   |                  |             |
| 50 | 34         | «Тройной переворот» «Triple Takeover»                                              | Ларри Стросс                      | 19 ноября 1985   | 700-49      |
| Не только Скандалист претендует на пост лидера десептиконов: у него, как выясняется, есть соперники — Разряд, Астропоезд и Разрушитель. Чтобы добиться успеха, первый рассчитывает на стратегические советы футбольного тренера, второй — на войско, собранное из локомотивов, а третий — сам на себя… |            |                                                                                    |                                   |                  |             |
| 51 | 35         | «Цель номер один» «Prime Target»                                                   | Флинт Дилл, Базз Диксон           | 14 ноября 1985   | 700-50      |
| Лорд Шамли, страстный охотник, переключился со львов, слонов и носорогов на «продвинутую» технику. После похищения советского истребителя он мечтает пополнить свою коллекцию трофеев головой самого Оптимуса Прайма. Захватив в заложники нескольких автоботов, он предлагает Прайму самому прийти за ними. Успешно преодолев все смертельные ловушки, Оптимус выручает друзей, а заодно предотвращает вооружённый конфликт между СССР и США.                                                        |            |                                                                                    |                                   |                  |             |
| 52 | 36         | «Танцетрон» «Auto-Bop»                                                             | Дэвид Уайз                        | 13 ноября 1985   | 700-51      |
| Посетители модного ночного клуба «Танцетрон» не догадываются, что стали объектом эксперимента — десептиконы подвергают их воздействию гипноизлучения, чтобы затем заставлять работать на себя. Автоботам Бластеру и Краху предстоит раскрыть зловещую тайну «Танцетрона» и освободить его жертв, а помогут им в этом юный друг Краха Рауль со своими приятелями и… самая обыкновенная вода. |            |                                                                                    |                                   |                  |             |
| 53 | 37         | «В поисках Альфа Триона» «The Search for Alpha Trion»                              | Бет Борнстейн                     | 12 ноября 1985   | 700-52      |
| На Кибертроне подруги автоботов ведут партизанскую войну против десептиконов, но Взрывала арестовывает их предводительницу — Элиту-1. Прибывший с Земли на помощь Элите Оптимус Прайм тоже схвачен и приговорён к смерти. Чтобы спасти его, Элита отдаёт всю свою энергию до последней капли. Теперь только Альфа Трион — самый старый и самый мудрый из автоботов — может вернуть её к жизни… |            |                                                                                    |                                   |                  |             |
| 54 | 38         | «Девушка, любившая Ветрореза» «The Girl Who Loved Powerglide»                      | Дэвид Уайз                        | 18 ноября 1985   | 700-53      |
| Юная, избалованная и своенравная Астория Карлтон-Ритс унаследовала от отца пост президента фирмы «Гибридные технологии» и тайную формулу получения супер-энергии, за которой охотятся десептиконы. Ветрорез в одиночку сражается с превосходящими силами противника… и завоёвывает сердце прелестной Астории. |            |                                                                                    |                                   |                  |             |
| 55 | 39         | «Тягач в Голливуде» «Hoist Goes to Hollywood»                                      | Эрл Кресс                         | 21 ноября 1985   | 700-54      |
| Тягач получает приглашение сниматься в кино (разумеется, в роли инопланетного робота). Вместе с ним «звёздами экрана» нечаянно становятся трое десептиконов — Ревун, Астропоезд и Колун, которых кинооператор заснял на плёнку в тот момент, когда они вытаскивали из пруда прибор, похищенный по приказу Мегатрона из кибертронской мастерской Гонщика. Узнав об этом, Мегатрон приказывает во что бы то ни стало найти и уничтожить фильм…                                                          |            |                                                                                    |                                   |                  |             |
| 56 | 40         | «Ключ от Сигма Компьютера (Часть 1)» «The Key to Vector Sigma (Part 1)»            | Дэвид Уайз                        | 25 ноября 1985   | 700-55      |
| Потерпев ещё одно поражение в стычке с автоботами, Мегатрон решает взять реванш, пополнив свой отряд новыми бойцами. С этой целью он реконструирует несколько земных автомобилей, превратив их в роботов — Эффектиконов. Но, чтобы оживить свои творения, Мегатрону необходимо получить доступ к Сигма Компьютеру — прародителю всех трансформеров… |            |                                                                                    |                                   |                  |             |
| 57 | 41         | «Ключ от Сигма Компьютера (Часть 2)» «The Key to Vector Sigma (Part 2)»            | Дэвид Уайз                        | 26 ноября 1985   | 700-56      |
| В противовес «автоколонне» Эффектиконов автоботы создают собственные «ВВС» — Аэроботов. Тем временем Мегатрону становится известно, что похищенный им ключ от Сигма Компьютера обладает свойством превращать любое органическое вещество в металл. Используя силу ключа, Мегатрон замышляет превратить Землю в новый Кибертрон. Чтобы помешать этому, Аэроботам предстоит принять «боевое крещение» в схватке с Мегазавром — гештальтом Эффектиконов…                                                 |            |                                                                                    |                                   |                  |             |
| 58 | 42         | «Воздушная атака» «Aerial Assault»                                                 | Дуглас Бут                        | 10 декабря 1985  | 700-57      |
| В маленьком ближневосточном государстве загадочно пропадают его правитель, юный принц Джамал, и реактивные самолёты. Стремясь разгадать эту тайну, Аэроботы Рогатка и Пикировщик притворяются обыкновенными самолётами и дают похитителям выкрасть себя. Вскоре выясняется, что самолёты воруют подручные Мегатрона, которому требуются запчасти для постройки летающей крепости… |            |                                                                                    |                                   |                  |             |
| 59 | 43         | «На заре войны» «War Dawn»                                                         | Дэвид Уайз                        | 25 декабря 1985  | 700-58      |
| Машина времени переносит Аэроботов в далёкое прошлое Кибертрона. Здесь они узна́ют, как началась война между автоботами и десептиконами, а также и о том, как и почему добродушный Орион Мирный превратился в сурового Оптимуса Прайма — грозу десептиконов. |            |                                                                                    |                                   |                  |             |
| 60 | 44         | «Транс-европейский экспресс» «Trans-Europe Express»                                | Дэвид Уайз                        | 23 декабря 1985  | 700-59      |
| Семеро автоботов участвуют в международных автогонках по маршруту Париж-Стамбул. Их главный соперник в борьбе за 1-е место — гонщик из Штатов Огги Кенэй, обладатель уникального автомобиля, выполненного из новейшего супер-сплава. Никто не догадывается, что эти гонки — всего лишь часть коварного замысла десептиконов, цель которого — завладеть машиной Огги… |            |                                                                                    |                                   |                  |             |
| 61 | 45         | «Космическая ржавчина» «Cosmic Rust»                                               | Пол Дэвидс                        | 26 декабря 1985  | 700-60      |
| В заброшенном городе на мёртвой планете десептиконы находят древнее страшное оружие — генератор энерголучей… и ещё более страшную болезнь — «космическую ржавчину», разъедающую любой металл. Мегатрон заразился, и жизнь его в опасности. Микроскоп вылечивает его антикоррозийным составом собственного изобретения, но вместо благодарности Мегатрон превращает своего спасителя в «бактериологическую мину»…                                                                                      |            |                                                                                    |                                   |                  |             |
| 62 | 46         | «Отряд Скандалиста» «Starscream's Brigade»                                         | Майкл Чарлз Хилл                  | 7 января 1986    | 700-61      |
| После провала очередной попытки устранить Мегатрона Скандалиста ссылают на отдалённый остров. Здесь из обломков земной военной техники он создаёт свою собственную армию — могучих и злобных Боевиконов. С ними Скандалист возвращается на Большую Землю, в надежде, что теперь наконец-то удача ему улыбнётся и он сможет одолеть Мегатрона… |            |                                                                                    |                                   |                  |             |
| 63 | 47         | «Месть Грубикуса» «The Revenge of Bruticus»                                        | Ларри Парр                        | 8 января 1986    | 700-62      |
| Побеждённые и выброшенные в космос, Боевиконы не смирились. Чтобы отомстить всем и сразу, они высаживаются на Кибертроне и оттуда, используя технологию космического моста, изменяют траекторию движения Земли, направив её прямо на Солнце. Автоботам и десептиконам опять приходится действовать сообща, чтобы остановить Боевиконов, пока не произошло непоправимое… |            |                                                                                    |                                   |                  |             |
| 64 | 48         | «Маскарад» «Masquerade»                                                            | Дональд Ф.Глат                    | 16 декабря 1985  | 700-63      |
| Мегатрон отправил Эффектиконов на поиски деталей, необходимых ему для нового сверхмощного мега-лазера. Через некоторое время те возвращаются и привозят всё, что требуется. Мега-лазер собран и готов к испытанию. Однако подозрительный Скандалист чует что-то неладное… И оказывается прав: в обличии Эффектиконов на секретную стройку проникают замаскированные и перекрашенные автоботы, а настоящие Эффектиконы — под надёжным арестом. Или только кажется, что под надёжным?..                 |            |                                                                                    |                                   |                  |             |
| 65 | 49         | «Б.О.Т.» «B.O.T.»                                                                  | Эрл Кресс                         | 9 января 1986    | 700-64      |
| Хитроумный Боевикон Фингал распродал на запчасти своих товарищей по команде, пострадавших в сражении с автоботами, а всё, что не смог продать, отвёз на свалку. Этим он навлёк на себя страшный гнев Мегатрона, и теперь ради собственного спасения должен как можно скорее восстановить остальных Боевиконов. Дело осложняется тем, что трое школьников, роясь на свалке, нашли и забрали несколько жизненно важных деталей, чтобы построить самодельного робота…                                    |            |                                                                                    |                                   |                  |             |